# Karl Schulz (Politiker, 1884)
Karl Schulz, eigentlich Friedrich Carl Schulze (* 7. Juni 1884 in Braunschweig; † 30. Juni 1933 in Spandau) war ein deutscher Politiker, erst in der SPD ab 1905, später als Gründungsmitglied der KPD ab 1918.

## Leben und Wirken
Schulz wurde 1884 als Friedrich Carl Schulze geboren. Nach dem Schulbesuch erlernte Schulze das Schmiedehandwerk. 1905 trat er in die SPD ein. Ab 1912 fungierte Schulze als Arbeitersekretär. Zur Vertiefung seiner Kenntnisse besuchte er von 1912 bis 1913 die SPD-Parteischule in Berlin.
Während des Ersten Weltkriegs schloss Schulz sich der Spartakusgruppe an. 1918 leitete er den Roten Soldatenbund und beteiligte sich schließlich an der Gründung der KPD. Auf dem Gründungsparteitag der KPD wurde er in die Organisations- und Programmkommission gewählt. In der Folgezeit war er für die Landagitation der KPD zuständig. Außerdem widmete er sich dem Aufbau von KPD-Landesgruppen in Mecklenburg und Pommern. 1923 wurde er Oberbezirkssekretär der KPD in Norddeutschland.
1921 wurde Schulz als Kandidat für die KPD in den Preußischen Landtag gewählt, dem er bis 1924 angehörte. Die Beteiligung von Schulz an den Vorbereitungen von Teilen der KPD für einen gewaltsamen Aufstand gegen den Weimarer Staat im Jahr 1923 (vgl. Deutscher Oktober) führte dazu, dass er seit 1923 grundsätzlich wegen Hochverrat gesucht wurde, vorläufig aber aufgrund seiner parlamentarischen Immunität unangetastet blieb. Nachdem er als Angehöriger des rechten Flügels der KPD von der Parteiführung bei den Landtagswahlen von 1924 nicht wieder aufgestellt wurde, musste Schulz 1925 nach Moskau fliehen, um nach dem Auslaufen seiner Immunität nicht der Verfolgung durch die Behörden anheimzufallen. Von dort reiste er unter dem Decknamen Friedrich Lienhardt als EKKI-Beauftragter nach China. Nach seiner Rückkehr arbeitete er bis Frühsommer 1928 für den Genossenschaftsapparat der Komintern in Moskau.
Nachdem Schulz im Mai 1928 wieder in den Preußischen Landtag gewählt worden war, konnte er im Juni 1928 mit erneuerter Immunität nach Deutschland zurückkehren. Hintergrund seiner Aufstellung als Kandidat war die Protegierung durch Ernst Meyer, der ihn als fähigen Agitator und Parlamentsredner schätzte. In den folgenden Jahren trat er vor allem als Sekretär des Reichsausschusses für Volksentscheid in Erscheinung, der sich gegen den von den Rechtsparteien forcierten Panzerkreuzerbau wandte. In dieser Eigenschaft konnte er am 6. Oktober 1928 eine Rundfunkrede halten.

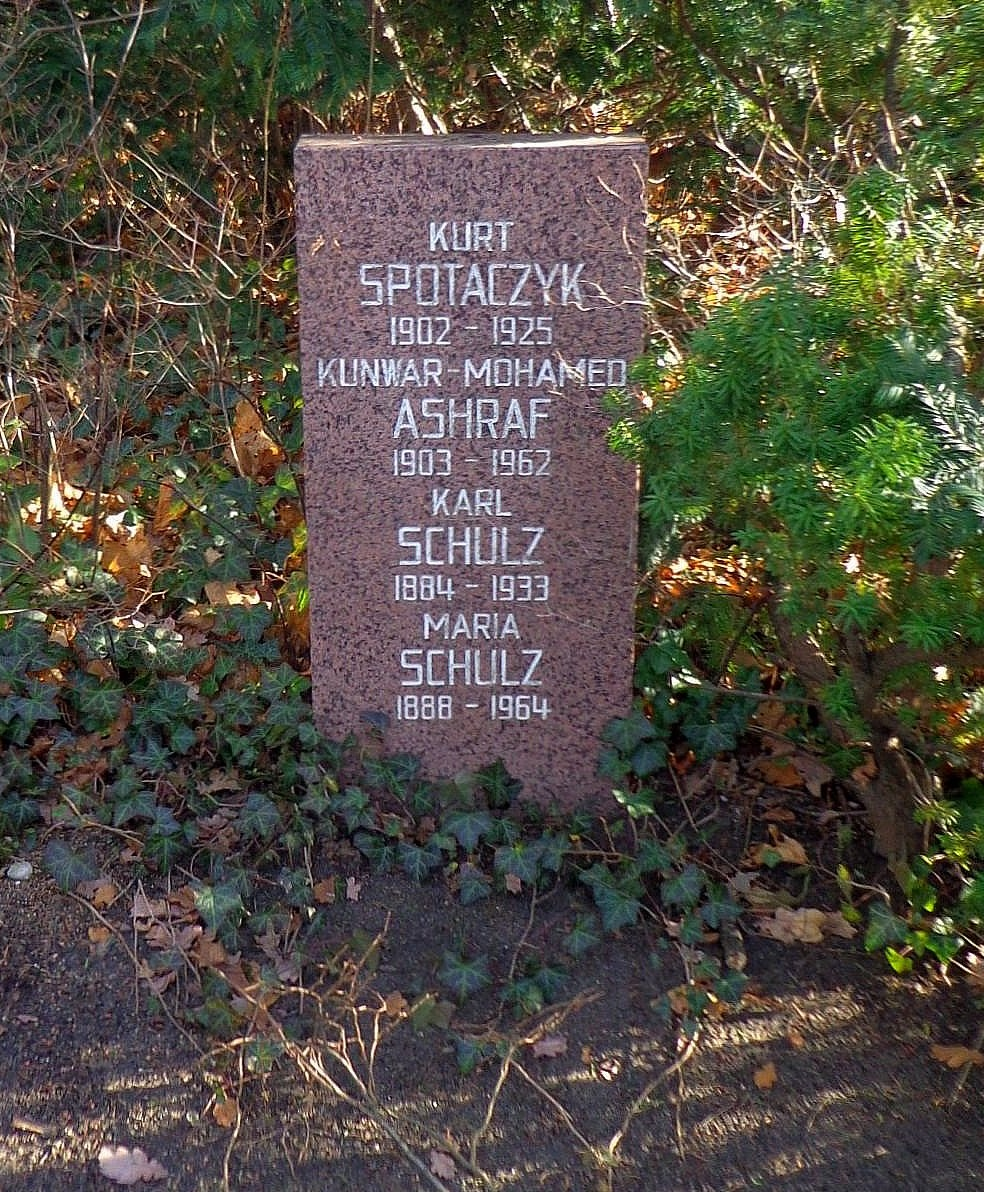
Grabstätte

Bei den Landtagswahlen von 1932 wurde Schulz nicht wiedergewählt. Aus diesem Grund reiste er am 22. November 1932 nach Moskau, um eine neue China-Mission für die Komintern vorzubereiten. Die politischen Ereignisse in Deutschland veranlassten ihn jedoch dazu am 22. Februar 1933 nach Deutschland zurückzukehren.
Kurz nach der “Machtergreifung” der Nationalsozialisten wurde Schulz am 27. Februar 1933, in der Nacht des Reichstagsbrandes, verhaftet. Nach einem Zwischenaufenthalt im Polizeipräsidium am Alexanderplatz kam er ins Gefängnis Spandau, wo er infolge schwerer Misshandlungen starb. Am 6. Juli 1933 wurde Schulz auf dem Zentralfriedhof Berlin-Friedrichsfelde beigesetzt. Seine Grabstätte befindet sich in der Gräberanlage „Pergolenweg“, siehe dazu Liste der Grabstätten in der Gedenkstätte der Sozialisten und der Gräberanlage Pergolenweg.